# Mitología vasca

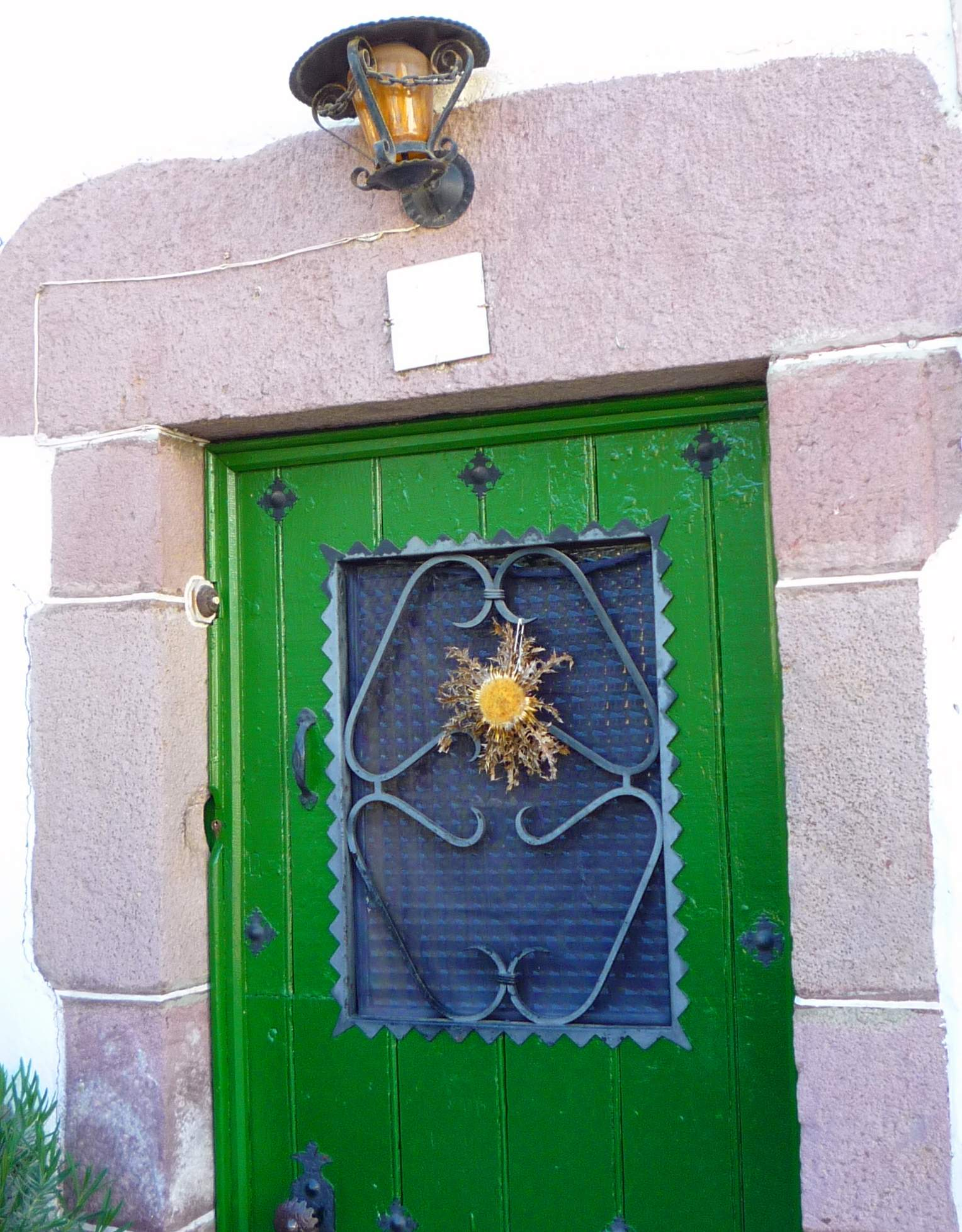
Eguzkilore en la puerta de una casa de Elvetea, en el Valle del Baztán (Navarra), una de las zonas donde más elementos de la tradición mitológica vasca se han conservado.

La mitología vasca comprende el conjunto de mitos y leyendas tradicionales, tanto de carácter cristiano como pagano, propias de los vascos, entendidos como la población originaria de Navarra, Comunidad Autónoma Vasca y el País Vasco francés o Euskal Herria. Esta mitología forma parte de la tradición oral de la lengua vasca. Algunas criaturas de la mitología vasca, como la lamia, son de origen grecorromano. También comparte elementos con la mitología cántabra y asturiana.
Los vascos mantienen una lengua, el euskera, que no tiene relación con ninguna de las que le rodean. Entre las diversas hipótesis del origen de los vascos, una de ellas señala la permanencia, al menos desde el Neolítico, en algunos de los territorios que ocupan, aunque también se extendió sobre territorios originalmente celtas. La lengua expresa una base cultural concreta que ha ido evolucionando con el tiempo. El cristianismo, que vino a sustituir la antigua religión que se desarrollaba en las tierras que ocupaban los hablantes del euskera en aquellos tiempos, impuso sus formas y enmascaró los cultos y deidades autóctonas, que fueron conformando el universo mitológico vasco. 

## La primitiva religión vasca
A pesar de la cristianización experimentada por el pueblo vasco en el último milenio y de las persecuciones contra la brujería acaecidas durante los siglos XVIII y XVI —como el caso de las Brujas de Zugarramurdi, seis de las cuales supuestas brujas fueron quemadas en el auto de fe de Logroño de 1610 o la caza de brujas en el país vasco francés del año anterior dirigida por el juez Pierre de Lancre que ordenó la quema de ochenta supuestas brujas—, Euskal Herria ha conservado numerosas leyendas que dan cuenta de una antiquísima mitología que, aún compartiendo rasgos y elementos con las creencias de los pueblos con los que ha mantenido contacto tanto territorial como temporalmente, por proximidad como por interrelación se presenta único y singular. Así se recogen en los estudios de José Miguel de Barandiarán y de Julio Caro Baroja.
Por otra parte, estos temas mitológicos se incluyen en el resto del complejo vasco-aquitano, encontrándose el Basajaun en el Pirineo Aragonés o los omes granizos similares a los "gentiles", y referentes a la brujería vasca por todo el Pirineo entre otros.

## Entorno geográfico
Las leyendas de pueblos vecinos más romanizados, como las del Alto Aragón, Cataluña, La Rioja, Cantabria o Asturias, muestran una sorprendente similitud, especialmente en el área pirenaica, siendo este uno de los indicios que apuntan a una mayor extensión del pueblo que lanza o apila grandes montañas de rocas (como los "gentiles"), evita tormentas, cura enfermedades o adivina el futuro (como los brujos), tal y como recogen en sus obras Julio Caro Baroja y, especialmente, Ramon Violant i Simorra en su obra de 1946, El Pirineo Español.

## Mari, la divinidad femenina

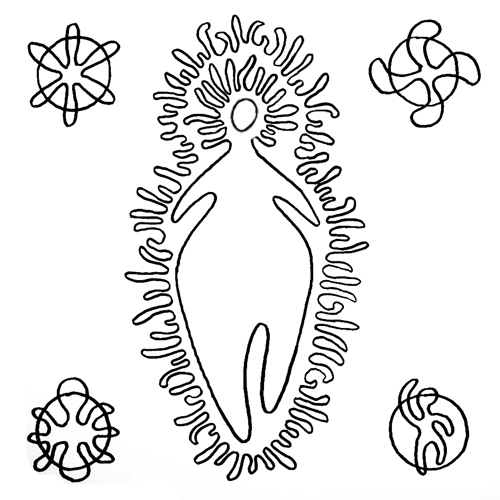
Representación de Mari, la Madre Diosa.

El panteón de la mitología vasca antigua, aparentemente, estaba centrado en un genio o divinidad central de carácter femenino: Mari. Su consorte Maju o Sugar parece que pudo tener también cierta importancia. Se decía que cuando se reunían en las cuevas  de las cumbres sagradas (según Toti Martínez de Lezea para fornicar), engendraban tormentas. Estas reuniones las celebraban los viernes por la noche, el día de los aquelarres. Los "Zezengorri" o "Behigorri" (Betizu), toros salvajes autóctonos de la zona, eran los encargados de proteger la entrada a las grutas donde habitaba la diosa y en las que además de haber mobiliario de oro corrían ríos de leche y miel. 
De las diversas moradas que se le atribuyen destaca la del monte Anboto del que periódicamente partía cruzando los cielos como una luz brillante para ir a su otra morada en el monte Txindoki. Según una de las tradiciones, cada siete días La Dama de Amboto (Anbotoko Mari) viajaba desde su cueva en el monte Anboto a otra en otro monte (según cada historia, este cambia); el tiempo era húmedo cuando estaba en el monte Anboto, y seco cuando estaba en Aloña, o las cosechas son abundantes cuando está en la cueva de Supelegor (en Orozco). 
La multiplicidad de Mari-s en el territorio no parece que supusiera un problema para quienes creían en ella, al igual que sucedió con las advocaciones a la Virgen María de las que en Euskal Herria, se decía que eran siete hermanas.
Mari aglutina en su ser otras entidades femeninas que involuntariamente con el paso del tiempo se han ido ocultando tras este nombre. Un rápido vistazo a la lista de localizaciones y formas de aparición de la misma denota la presencia de otras Maris.
Mari viene a significar madre, contracción de Amari (a la madre) según unos, contracción de María (madre de Dios) según otros. Cabe también que provenga de Matri dea o Cibeles, paralelismos y aras votivas no faltan para apoyar este argumento.
Además de las míticas también contamos con una Mari histórica, Mari Urraca, una princesa navarra de los siglos XI y XII a la que se le atribuye un hermano sacerdote y que otros tienen por esposa de Diego López de Haro, con lo que pasa de ser un personaje histórico a ser la legendaria Dama de Anboto.

## Urtzi, el Jovis vascón
Otro genio era Urtzi (u Ost, Ortzi: se interpreta como cielo), asimilable al Júpiter latino o al Thor nórdico. La ausencia de referencias explícitas al mismo en la mitología vasca sorprende; sin embargo, que su nombre aparezca en los días de la semana, en el nombre de los meses y en fenómenos meteorológicos asociados a las tormentas, lo que nos pone sobre la pista de su relevancia al menos durante la época en la que se adoptó y normalizó el uso de la semana en el territorio vasco.
En la Edad Media, Aymeric Picaud, un peregrino francés, escribió sobre los vascos, diciendo: et Deum vocant Urcia, «y llaman Urci-a a su dios»; la -a es el absolutivo vasco, o un artículo de sufijo.
A la antigua religión vasca se la  considera de carácter ctónico, teniendo todos sus personajes su morada en la Tierra y no en el firmamento, que aparece como un pasaje por el que Mari o Maju viajan de montaña en montaña o pastorean rebaños de nubes. Sin embargo, el cielo se percibe como algo mágico en esta mitología y todo lo que se acerca a él como montañas o incluso árboles y en general lo relacionado con la naturaleza es, en cierta medida, sagrado.
Según el filósofo Andrés Ortiz-Osés, Urtzi jamás reemplazó a Mari como figura central de la mitología vasca precristiana y su escaso papel en las leyendas indica que fue una incorporación posterior, debido al contacto con las religiones de los pueblos indoeuropeos, siendo una divinidad masculina que gobierna las tormentas desde los cielos. En cambio, Mari sería una figura mucho más antigua, equivalente a la diosa madre del Neolítico. Posteriormente, «las nociones sobre el Dios Supremo de los indoeuropeos influyeran de forma decisiva en el proceso de conformación de la idea del Dios único» cuando llegó el cristianismo.
Se dice que posteriormente fue reemplazado por Hodei, dado que tuvieron un conflicto y este acabó con su vida.

## Otros genios o entidades mitológicas

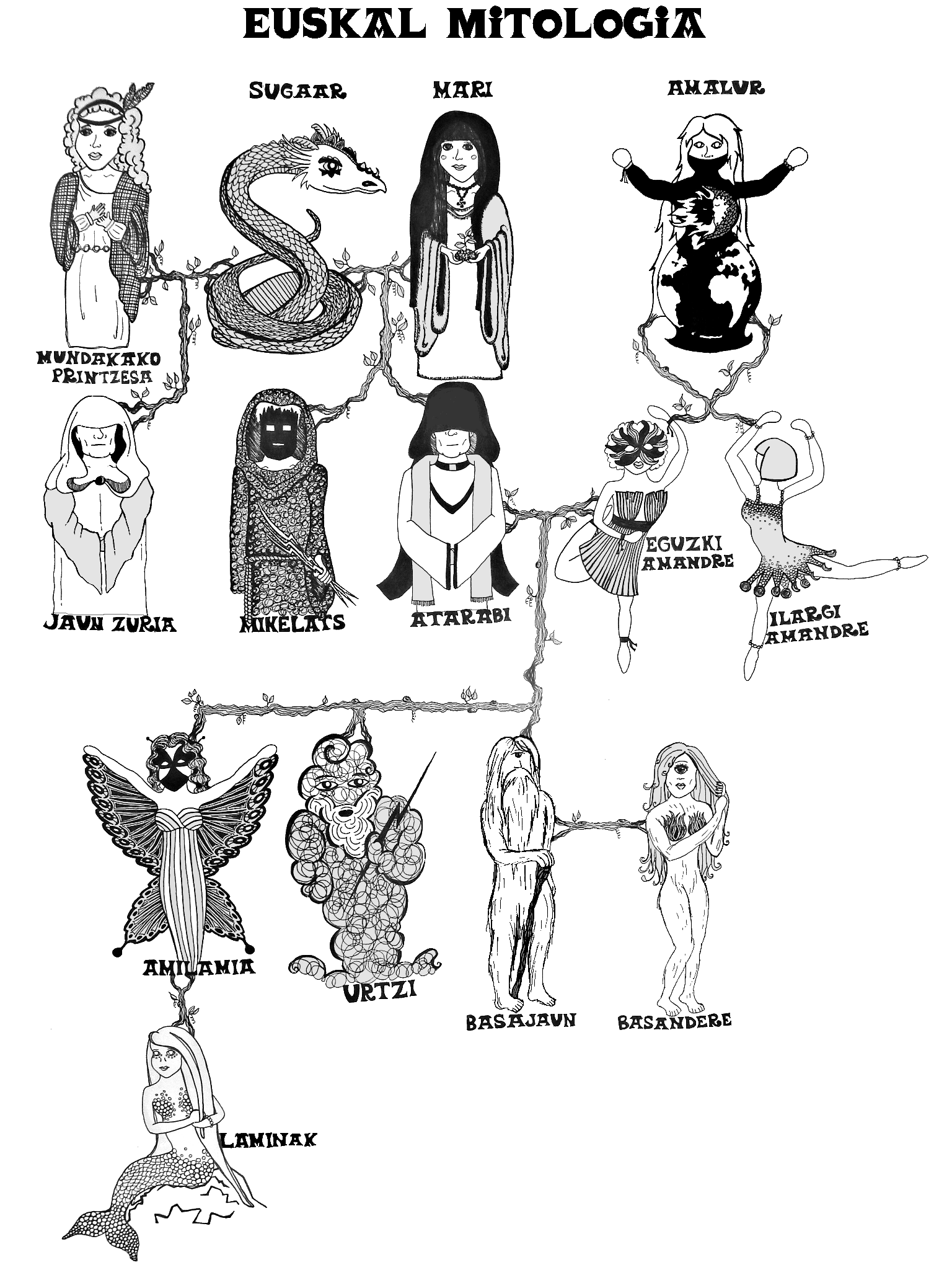
Árbol genealógico de la mitología vasca

Las leyendas también hablan de muchos genios, como: 
- Lamiak, equiparables a las sirenas, ninfas y hadas de otras culturas; es resaltable que algunos toponímicos recogen este nombre, como Lamiako;
- Mairuak, constructores de los crómlechs o círculos de piedras, que literalmente quiere decir Moros; en este aspecto hay que apuntar que en muchas partes de España se denomina genéricamente Moro a los seres mágicos, como por ejemplo a las encantarías o hadas pirenaicas aragonesas también se les denomina moras o moricas;
- Iratxoak, similares a los duendes de otras culturas. Traviesos y a la vez ayudantes de Mari, vestian siempre pantalones rojos (por eso se les conoce también como "galtzagorri").
- Sorginak, (leído en castellano sorguiñak, plural de sorgin) seguidoras de los preceptos de Mari, demonizadas bajo el prisma de la Iglesia católica que tradujo el término como "brujas". Según la creencia popular esta denominación encierra en sí mismo a un ser o seres mágicos que tienen la capacidad de ocultar su condición en forma de mujeres normales (durante el día) y que pueden actuar mediante actos mágicos en el curso natural de las cosas una vez adoptan su condición real (mayormente al amparo de la noche) . La etimología del nombre es algo discutido y discutible, si bien la traducción más aceptada popularmente procede de la unión de las palabras "sortu" y "egin", que significan crear y hacer respectivamente. Otro nombre con el que se refiere a estos seres parece dar alas a las ideas revisionistas y empoderadas que creen que las sorguiñas eran simples curanderas o adivinas; Belagile, que vendría a significar boticaria en la medida que la palabra parece estar formada de las palabras belar y egile, hierba y hacedor/a respectivamente.
- Basajaun Literalmente Señor del Bosque, resultado de la unión de las palabras Baso y Jauna, bosque y señor respectivamente, cosa en la que todos los estudiosos coinciden. Bajo esta denominación parecen aglutinarse diversos seres o personajes a través de la historia e incluso hoy en día existe la creencía (bastante extendida) de que representa la prueba del contacto de los hombres de cromagnon y los neandertales en tiempos prehistóricos, eso sin mencionar a los criptozoólogos que lo han llegado a llamar Yeti vasco y todavía confían en encontrarlo.  Como ser singular Basajaun es el señor de la naturaleza, equiparado al romano Silvano de quien parece coger prestado el nombre y algunas de sus funciones. La creencia en este ser o seres se encuentra diseminada por los territorios colindantes al Pirineo. En la parte aragonesa se conoce en algunos lugares como basajarau, y en la parte catalana también se recogen mitos similares bajo la denominación de simiots, como recoge  Violant i Simorra. En algunas leyendas un héroe culturizador se acerca a un grupo de Basajaun-s a los que logra sustraer diversos secretos: el del cultivo del trigo, el de cómo confeccionar molinos de aliso, la forma de crear la sierra y cómo soldar el hierro; avances más propios de culturas indoeuropeas que de un presunto genio o genios de la naturaleza prehistóricos.
- Martin Txiki ("Martín el Pequeño") o Mattin es uno de los personajes legendarios que bajo otros nombres y en diferentes épocas han representado a los seres humanos. Es el héroe culturizador que vence en el enfrentamiento, poniendo en valor la inteligencia para resolver y superar problemas aparentemente irresolubles.
- Mamarro, son los duendecillos del hogar, que también se conocen en otras partes del Pirineo como "enemiguillos", o en la parte aragonesa de la cordillera como "nemos", que pueden ser benéficos o traviesos, pero también se da algún caso en el que un humano (frecuentemente un cura) los ha domesticado temporalmente.
- Gizotso, del que apenas tenemos noticia a diferencia de otros pueblos, es el nombre dado en vasco al hombre lobo
- Akerbeltz, macho cabrío negro, famoso a raíz de las declaraciones arrancadas a las "brujas" por los inquisidores, al que sentaron a presidir los aquelarres. Si tuvo un lugar en el panteón de creencias de la primitiva religión vasca no parece que fuese el de representar a Satanás, Belcebú o cualquier otro ángel caído que pudiera invocar algún temeroso católico.

Otros personajes de la mitología vasca son Gaueko, Tartalo, los galtzagorris, el dragón primigenio o Herensuge, etc.

## Jentilak

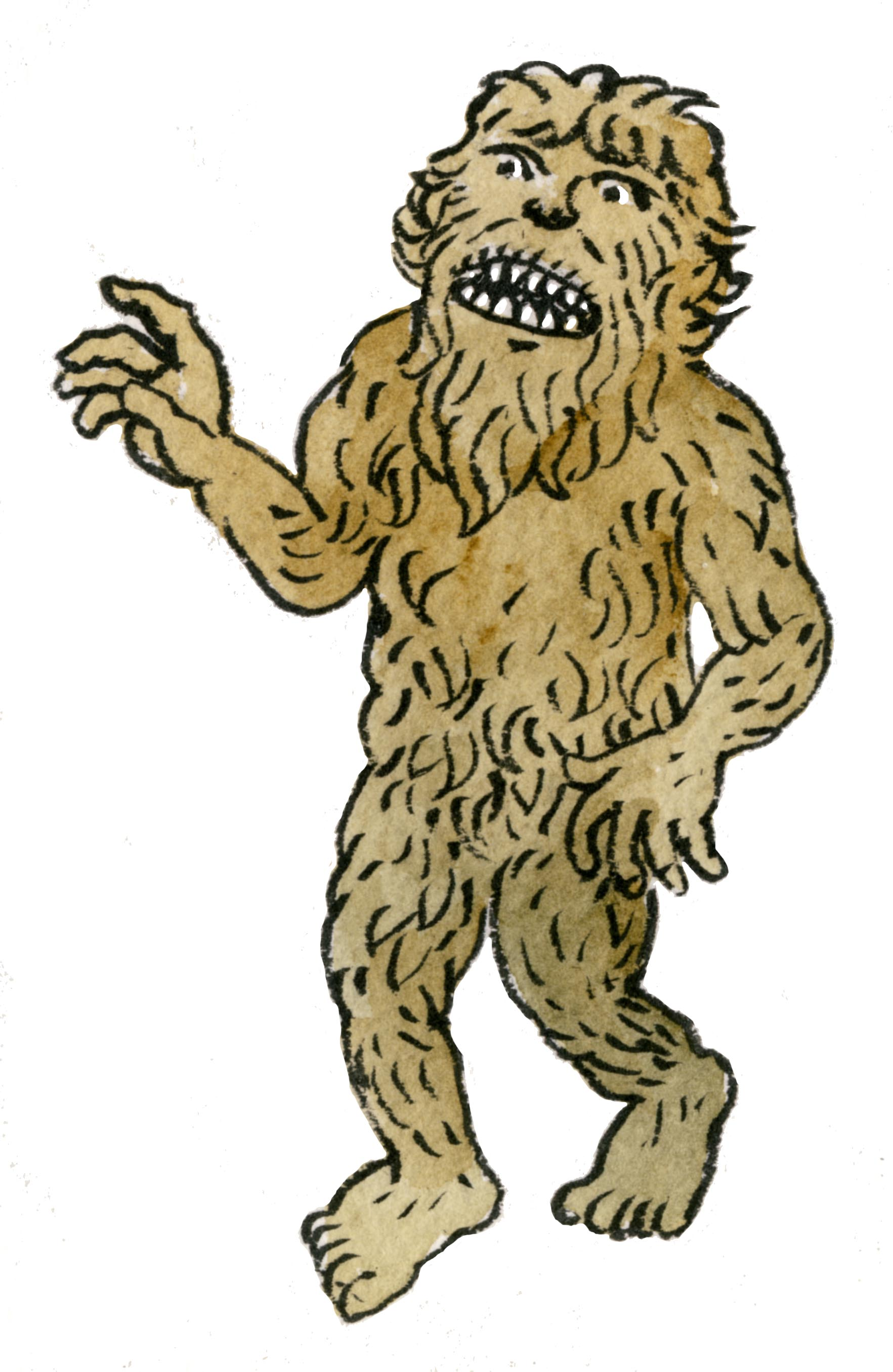
Representación de un Jentil.

Por otra parte, jentilak (leído en castellano gentillak, "los gentiles") se decía que eran unos seres míticos que vivían en las tierras altas y de los que se creía poseían una fuerza y tamaño prodigiosos a tenor de algunos "inexplicables" accidentes geográficos (como Jentilzubi de Arratia) y diversos monumentos megalíticos (como Jentilarri en Aralar) a los que atribuían su construcción y a los que su supuesta intervención dan nombre.  Su denominación es sin lugar a dudas cristiana puesto que "gentil" era una de las formas que utilizó la iglesia cristiana para referirse a los paganos. También es cristiana una de las versiones de la leyenda que recoge el motivo de su desaparición, versión que en líneas generales coincide en el hecho de que estaban entreteniéndose (bien sea bailando o jugando lanzando peñas) cuando vieron llegar de oriente una nube luminosa (luz u otro fenómeno celeste según versiones) y extrañados por tal fenómeno decidieron consultar al más anciano de ellos. Tras sacarlo de la cueva y ayudarle a ver el fenómeno, el anciano sentencia que ha llegado el fin de su especie con las siguientes palabras: "Sortu da jende txiki perrua, akabatu da jende umanua", es decir, "ha nacido la gente pequeña perruna, se ha acabado la gente humana". (en la versión cristianizada el motivo del fenómeno es anunciar el advenimiento de Kixmi, la Natividad de Jesús, puesto que llamaban así a Cristo, que en lengua gentil quería decir mono) tras lo cual pide que lo arrojen por un cercano precipicio. Tras cumplir con lo pedido, asustados al verse perseguidos por el fenómeno celeste, el resto de los gentiles corrieron a esconderse debajo de alguno de los numerosos monumentos megalíticos que pueblan el territorio y así desaparecieron. Las versiones cristianizadas añaden que Olentzero, el último de los gentiles, salió indemne de alguna manera de este dramático fin y se convirtió en mensajero de la buena nueva. Al ser su oficio el de carbonero de un tiempo a esta parte  trae carbón a los niños malos por Navidad y regalos a los buenos en el CAV, Navarra e Iparralde. 
Estos seres mitológicos son la base de muchos topónimos, como Jentilbaratza ("huerto de los gentiles") en Ataun (Guipúzcoa).
Es de destacar que figuras similares pueden encontrarse en las mitologías de toda el área cantábrica y en Galicia, donde también se habla de mouros, mouras, bueyes que guardan las cuevas y xentis (gentiles). Asimismo, destaca la figura de una misteriosa Raiña Lupa o Reina Loba, que aparece como el ama de las tierras donde se instala el sepulcro del apóstol Santiago, lo cual nos reconduce a la idea de la diosa como encarnación del territorio. Rastros del mismo sistema de creencias se pueden encontrar por toda el área mediterránea y atlántica europea, lo que podría apuntar a un origen neolítico de tales creencias, anterior incluso a la llegada de los indoeuropeos, como indican las semejanzas entre las versiones vascas y las de otras zonas.[cita requerida]

## Razones de su supervivencia

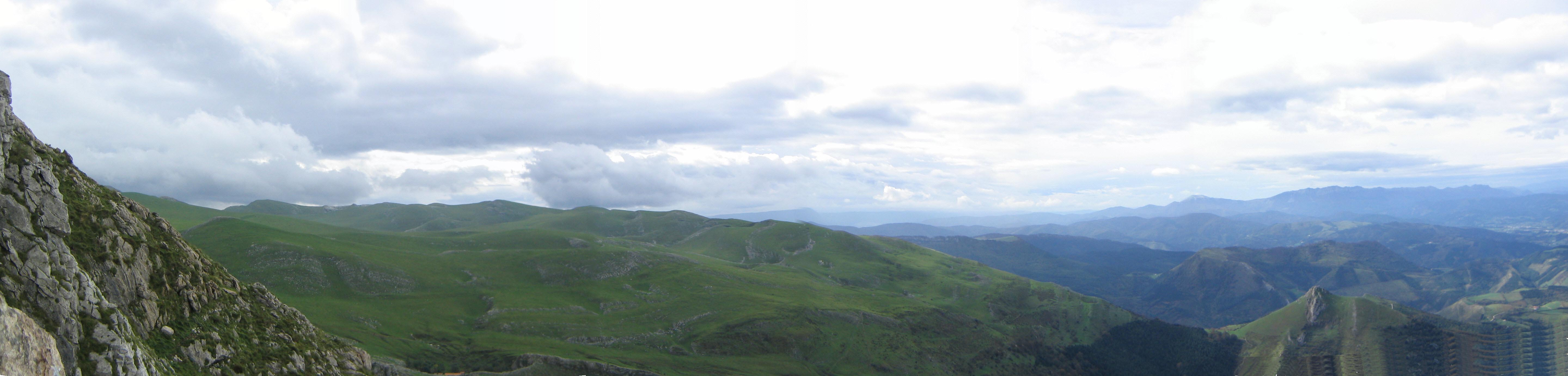
Panorámica de la sierra de Aralar, donde en 1971 se descubrió un antiguo asentamiento importante de gentiles (paganos) en Jentilen Sukaldea.

La tardía cristianización que apuntaba el padre José Miguel de Barandiarán en su obra El hombre primitivo en el País Vasco, sobre todo en aquellas partes alejadas de las vías de acceso romanas, pudo ser la causa de la pervivencia de la primitiva religión vasca hasta estadios muy tardíos en comparación con el resto de Europa; muestra de ello serían los restos de sendos asentamientos que los lugareños tenían como morada de gentiles en las estribaciones de Aralar aún en el siglo XIII. La pervivencia del entorno rural preeminentemente agrícola hasta prácticamente mediados del siglo XX ha permitido transmitir gran parte de las tradiciones orales y no es de extrañar que de este modo el arquetipo de Mari haya sobrevivido hasta la actualidad, aunque fuera a veces demonizada y otras veces sincretizada por parte de la Iglesia católica.

## Arte
Néstor Basterretxea, con la "Cosmogónica Vasca" y Patxi Xabier Lezama han conservado estas creencias hasta el siglo XXI.